# 女池充
女池 充（めいけ みつる、1969年5月11日 - ）は日本の映画監督、脚本家、俳優。ピンク七福神として知られる映画監督の一人。七福神には上野俊哉、田尻裕司、今岡信治、鎌田義孝、榎本敏郎、坂本礼がいる。

## 経歴
女池充の映画業界への入りは、ピンク映画の傑出した女性監督浜野佐知の助監督だった。彼は後にアウトキャストプロデュースでピンク四天王サトウトシキに師事し、上野俊哉とともに働いた。サトウトシキのもとでは1992年から助監督をしている。女池の監督デビュー作はVシネマ『監禁』（1996年）。映画監督デビューは1997年の『白衣いんらん日記 濡れたまま二度､三度』で、ピンク大賞で新人監督賞を受賞した。彼の2002年の映画『ハレンチ・ファミリー 寝ワザで一発』は監督賞を受賞し、その年のピンク大賞5位に輝いた。
2004年より文化庁 芸術家在外研修員としてニューヨークへ留学。
女池は七福神の中で最も実験的、型破りな監督の一人である。彼の2003年の映画『花井さちこの華麗な生涯』（公開題名『発情家庭教師　先生の愛汁』）は、コーヒーショップで中東の男と交渉中に北朝鮮人に撃たれ、超天才になってしまうコールガールの話。アメリカの核兵器を発射する機能を持つジョージ・W・ブッシュの指のゴムモデルへの狂信的な調査が続く。65分のピンク系公開版では難解だったため原題に戻して90分版を公開したところ、映画は突如国際的ヒットとなり、20の映画祭で上映され、2006年にアメリカで劇場公開された。翌年公開のドキュメンタリー映画『ピンクリボン』（藤井謙二郎監督）では、この作品への密着取材が中心となっているが、通常3～4日で撮らないと赤字になるといわれるピンク映画業界で女池がしばしば日程超過し借金を背負ってしまうこと、この作品も準備段階から遅れに遅れ（番組を穴埋めするためベテラン池島ゆたか監督が急遽新作撮入する様子も描かれている）、田尻祐司ら同輩の監督たちが応援に駆け付けた上で結局14日の撮影日数を要したことが描かれている。

## 受賞作品

### ピンク大賞トップテン作品
- 1997年 7位：白衣いんらん日記 濡れたまま二度､三度
- 1998年 8位：ぐしょ濡れ美容師　すけべな下半身
- 2002年 5位：ハレンチ・ファミリー 寝ワザで一発
- 2004年 10位：濃厚不倫 とられた女

### ピンキーリボン賞
- 2004年 パールぴんく賞：濃厚不倫 とられた女

## 作品

### 監督
- 監禁（1996年、オールイン・エンタテインメント）坂本太と共同監督
- まるで再出発-(STOP USING)SEX AS A WEAPON+(JUST LIKE)STARTING OVER-（1998年8月、新東宝）※原題『ぐしょ濡れ美容師 すけべな下半身』
- 多淫OL　朝まで抜かないで（2000年10月、新東宝）[10][11]
- スワッピング・ナイト　危険な戯れ（2000年、新東宝）[12]
- 不倫妻　情炎（2000年3月、新東宝）[13]
- ハレンチ・ファミリー 寝ワザで一発（2002年3月、新東宝）[14]
- 発情家庭教師　先生の愛汁（2003年10月、新東宝）[15]
- 団地の奥さん、同窓会に行く（2004年6月、新東宝）[16]
- 濃厚不倫　とられた女（2004年10月、新東宝）
- 花井さちこの華麗な生涯（2005年11月、アルゴ・ピクチャーズ）[17]　※原題『発情家庭教師　先生の愛汁』
- ビタースイート Bitter Sweet（2005年12月、アルゴ・ピクチャーズ）[18]　※原題『濃厚不倫 とられた女』

## 文献

### 英語
- Mitsuru Meike - オールムービー（英語）
- Mitsuru Meike (I) - IMDb（英語）
- “MITSURU MEIKE”.  Complete Index to World Film. 2009年6月21日閲覧。
- Sharp, Jasper (2008). Behind the Pink Curtain: The Complete History of Japanese Sex Cinema. Guildford: FAB Press. pp. 317–20, 350–51, etc.. ISBN 978-1-903254-54-7

### 日本語
- “女池充 めいけ・みつる”.  www.allcinema.net. 2009年6月21日閲覧。
- “女池充”.  日本映画データベース. 2009年6月21日閲覧。
- “女池充 （メイケミツル）”.  Variety Japan. 2009年6月21日閲覧。
- “女池　充”.  Director's Guild of Japan. 2007年10月10日時点のオリジナルよりアーカイブ。2009年6月22日閲覧。
- Fujimori, Ayako (2005年12月5日). “海外の映画祭で大爆笑!!　日本凱旋上映となった; 「花井さちこの華麗な生涯」の女池充監督; 独占インタビュー&初日密着レポート! (Interview with Mitsuru Meike)”.  www.walkerplus.com. 2009年6月22日閲覧。